# 圣皮埃尔代尼
圣皮埃尔德尼（法語：Saint-Pierre-des-Nids，法語發音：[sɛ̃ pjɛʁ de ni]）是法国马耶讷省的一个市镇，位于该省东北部，和奥恩省及萨尔特省接壤，属于马耶讷区。

## 地理
圣皮埃尔德尼（48°23'56"N, 0°5'58"W）面积37.34 平方千米，位于法国卢瓦尔河地区大区马耶讷省，该省份为法国西北部内陆省份，北起芒什省和奧恩省，西接伊勒-维莱讷省，南至曼恩-卢瓦尔省，东临萨尔特省。
与圣皮埃尔德尼接壤的市镇（或旧市镇、城区）包括：布莱莱西夫、尚弗雷蒙、热夫尔、普雷昂帕伊-圣桑松、拉维尼、拉费里耶尔博沙尔、圣塞纳里勒热雷、圣莱奥纳尔德布瓦。
圣皮埃尔德尼的时区为UTC+01:00、UTC+02:00（夏令时）。

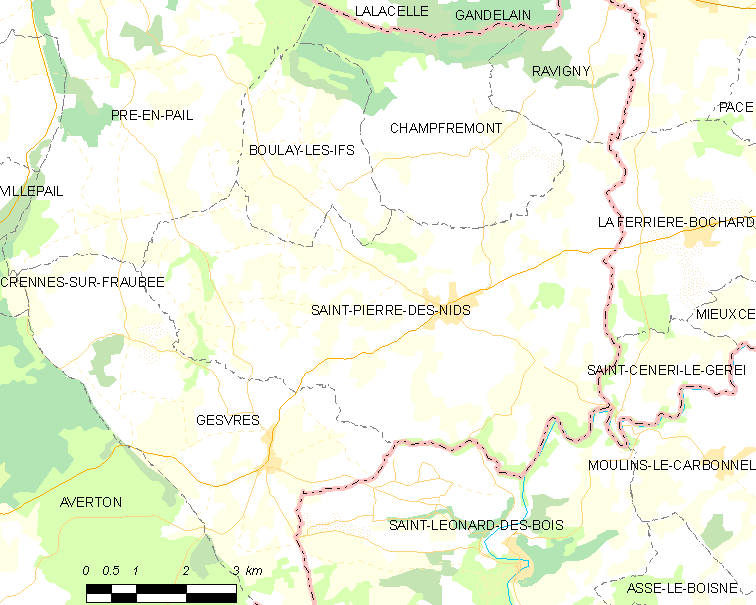
圣皮埃尔德尼的OSM定位图

## 行政
圣皮埃尔德尼的邮政编码为53370，INSEE市镇编码为53246。

## 政治
圣皮埃尔德尼所属的省级选区为维莱讷拉瑞埃勒县。

## 人口

1962-2008年间圣皮埃尔德尼人口变化图示

圣皮埃尔德尼于2022年1月1日时的人口数量为1761人。